# 哈默山
64°32′S 59°35′W / 64.533°S 59.583°W
哈默山是南極洲的山峰，位於葛拉漢地的索布拉爾半島，海拔高度505米，以英國地質學家命名，該山峰現時由南極條約體系管理。